# United States Senate Committee on Veterans’ Affairs
Das United States Senate Committee on Veterans’ Affairs ist ein Ausschuss des US-Senats. Er ist zuständig für Belange der US-amerikanischen Veteranen.

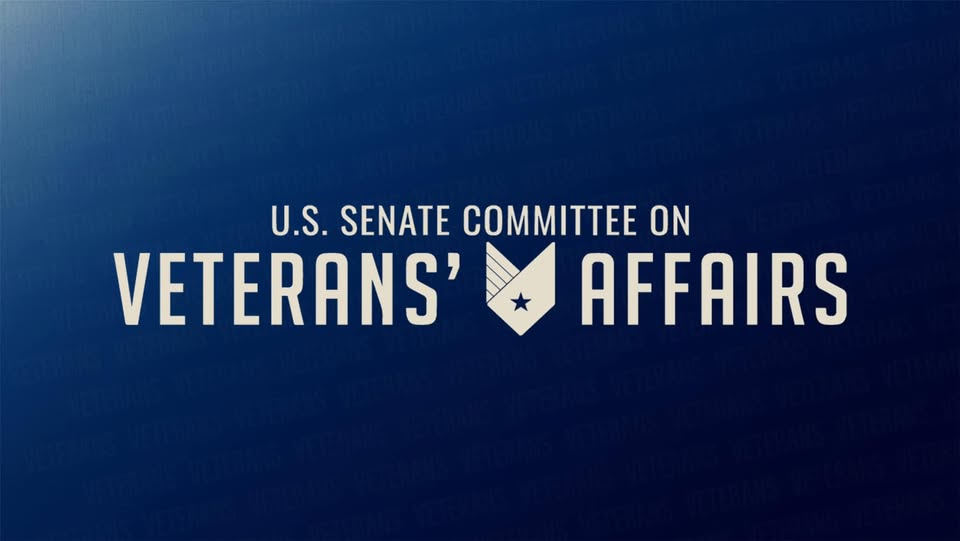
Aktuelles Logo

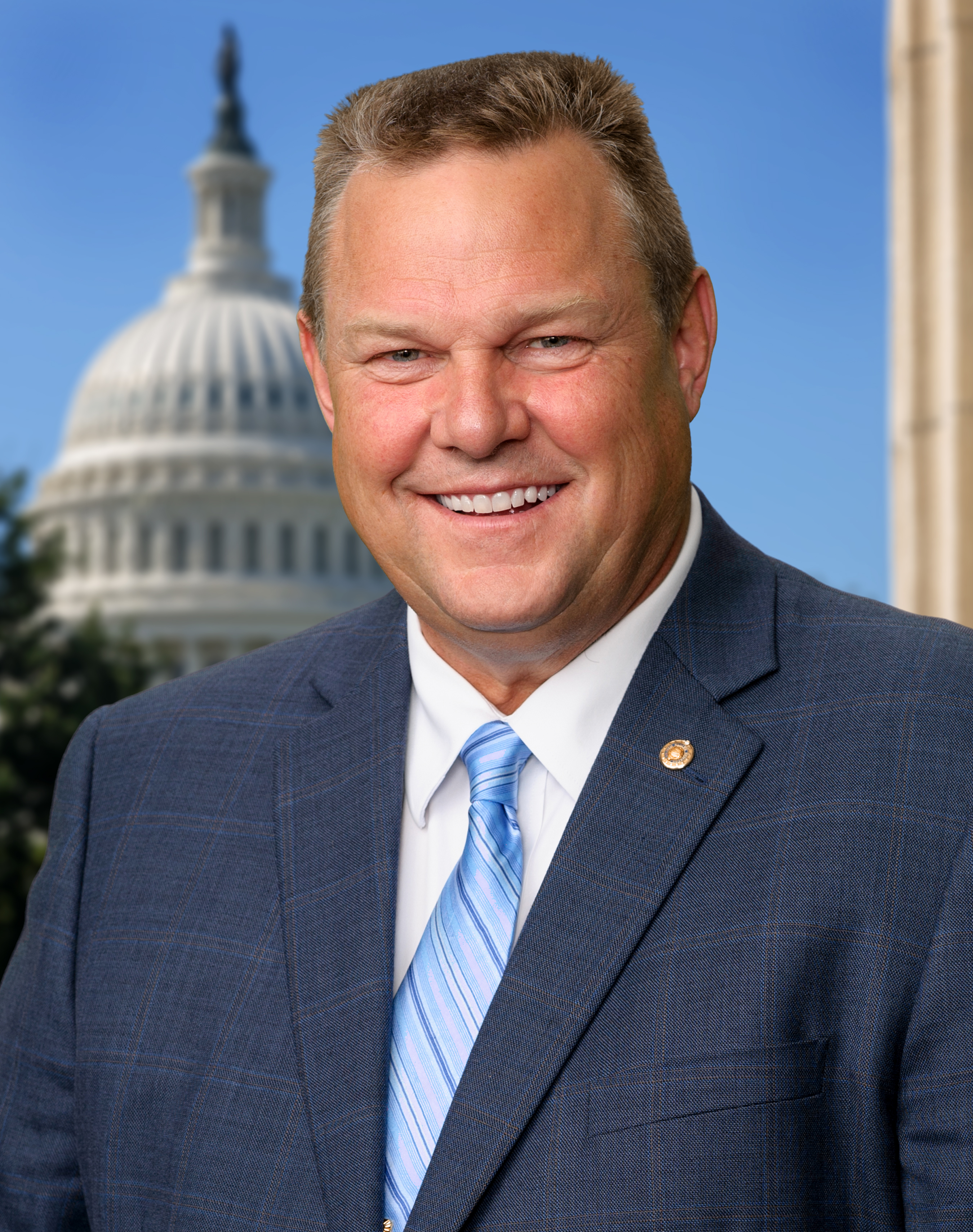
Jon Tester, der derzeitige Ausschussvorsitzende

## Mitglieder im 117. Kongress
| Majorität (Demokraten) | Minorität (Republikaner) |
| --- | --- |
| - Jon Tester, Montana, Vorsitzender - Patty Murray, Washington - Bernie Sanders, Vermont - Sherrod Brown, Ohio - Richard Blumenthal, Connecticut - Mazie Hirono, Hawaii - Joe Manchin, West Virginia - Kyrsten Sinema, Arizona - Maggie Hassan, New Hampshire | - Jerry Moran, Kansas, Ranking Member - John Boozman, Arkansas - Bill Cassidy, Louisiana - Mike Rounds, South Dakota - Thom Tillis, North Carolina - Dan Sullivan, Alaska - Marsha Blackburn, Tennessee - Kevin Cramer, North Dakota - Tommy Tuberville, Alabama |

## Mitglieder im 114. Kongress

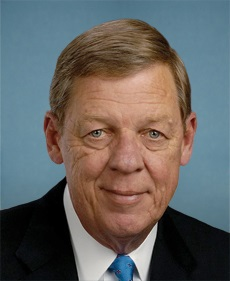
Johnny Isakson, der damalige Ausschussvorsitzende

Vorsitzender im 114. Kongress ist der Republikaner Johnny Isakson, ranghöchstes Oppositionsmitglied (Ranking Member) der Demokrat Richard Blumenthal aus Connecticut. Beide sind selbst Veteranen.
| Majorität (Republikaner) | Minorität (Demokraten) |
| --- | --- |
| - Johnny Isakson, Georgia; Chairman - Jerry Moran, Kansas - John Boozman, Arkansas - Dean Heller, Nevada - Bill Cassidy, Louisiana - Mike Rounds, South Dakota - Thom Tillis, North Carolina - Dan Sullivan, Alaska | - Richard Blumenthal, Connecticut; Ranking Member - Patty Murray, Washington - Sherrod Brown, Ohio - Jon Tester, Montana - Bernie Sanders, Vermont - Mazie Hirono, Hawaii - Joe Manchin, West Virginia |

## Ehemalige Vorsitzende
| Name            | Partei                 | Staat         | Jahre     |
| Vance Hartke    | Demokratische Partei   | Indiana       | 1971–1977 |
| Alan Cranston   | Demokratische Partei   | Kalifornien   | 1977–1981 |
| Alan K. Simpson | Republikanische Partei | Wyoming       | 1981–1985 |
| Frank Murkowski | Republikanische Partei | Alaska        | 1985–1987 |
| Alan Cranston   | Demokratische Partei   | Kalifornien   | 1987–1993 |
| Jay Rockefeller | Demokratische Partei   | West Virginia | 1993–1995 |
| Alan K. Simpson | Republikanische Partei | Wyoming       | 1995–1997 |
| Arlen Specter   | Republikanische Partei | Pennsylvania  | 1997–2001 |
| Jay Rockefeller | Demokratische Partei   | West Virginia | 2001–2003 |
| Arlen Specter   | Republikanische Partei | Pennsylvania  | 2003–2005 |
| Larry Craig     | Republikanische Partei | Idaho         | 2005–2007 |
| Daniel Akaka    | Demokratische Partei   | Hawaii        | 2007–2011 |
| Patty Murray    | Demokratische Partei   | Washington    | 2011–2013 |
| Bernie Sanders  | unabhängig             | Vermont       | 2013–2015 |
| Johnny Isakson  | Republikanische Partei | Georgia       | 2015–2019 |
| Jerry Moran     | Republikanische Partei | Kansas        | 2019–2021 |